# Gelis insolitus
Gelis insolitus là một loài tò vò trong họ Ichneumonidae.